# Рогожин Олексій Володимирович
Олексі́й Володи́мирович Рого́жин (псевд. Льоша Рав; нар. 7 березня 1909, с. Балабаш-Нурусово, Буїнський повіт, Симбірська губернія, Російська імперія (тепер Батиревський район, Чувашія, РФ) — пом. 24 березня 1944, м. Дрогобич, УРСР, СРСР) — радянський ерзянський поет, перекладач, педагог. Учасник Німецько-радянської війни.

## Біографічні відомості
Народився в родині лісника. Закінчив Мордовський державний педагогічний інститут ім. Полєжаєва (1936).
З 1930 — вчитель ерзянської та російської мови у Саранському педагогічному училищі (Мордовія).

## Творчість
Ранні вірші (початок 30—х рр.) під псевдонімом Льоша Рав друкував у журналі «Сятко» («Іскра»), газетах «Эрзянь коммуна» та «Ленинэнь киява» («Ленінським шляхом»). Твори, що оспівували красу рідного краю, увійшли до збірки «Иетне жойнить» («Роки дзвонять», 1933).
Епічні поеми «Галё» й «Литува» присвячені ерзянському селу напередодні подій 1905, 1917 рр. й акцентують увагу на зростанні національної самосвідомості ерзянського народу.
Помітний вплив на творчість Рогожина мав традиційний ерзянський фольклор, поезії російських поетів Олексія Кольцова та Ніколая Некрасова.
Рогожин переклав з чувашської ерзянською мовою поему К. Іванова «Нарспі».
Загинув в Україні у складі радянських військ.

## Праці
- Хороший вечер / Пер. П. Панченко // Антология мордовской поэзии.— Саранск, 1987
- Галё: Поэма.— Саранск, 1935
- Литува: Стихть ды поэма.— Саранск, 1939